# 노진철 (프로게이머)
노진철(1994년 10월 11일 ~ )은 대한민국 전직 카트라이더 프로게이머이다. 노진철은 ProFessional Player 소속으로 넥슨 카트라이더 14차리그에서 3위를 달성했으며, 12차리그에 처음 출전하였다. 그리고 2011 대한민국 e스포츠 카트라이더종목 신인상을 수상하였다. 이후 은퇴하였다.

## 수상 경력
- 2011년 넥슨 카트라이더 14차리그 3위
- 2011년 2011 대한민국 e-스포츠 대상 카트라이더 부문 신인상